# NGC 3008
NGC 3008 is een spiraalvormig sterrenstelsel in het sterrenbeeld Grote Beer. Het hemelobject werd op 25 januari 1851 ontdekt door de Ierse astronoom William Parsons.

## Synoniemen
- MCG 7-20-59
- ZWG 210.39
- PGC 28252